# Hyomys dammermani
Hyomys dammermani — вид гризунів родини мишевих (Muridae). Зустрічається в Західному Папуа, Індонезії та Папуа-Новій Гвінеї.

## Морфологічна характеристика
Це великий гризун з довжиною голови й тулуба від 300 до 322 мм, довжиною хвоста від 245 до 318 мм, довжиною стопи від 52,1 до 67 мм, довжиною вуха від 24,7 до 28 мм і вагою до 985 грамів. Шерсть груба. Верхні частини тіла темно-сірі, посипані довгими сіруватими волосками з білою кінцевою смугою, а черевні частини білуваті. Біля основи вух, які короткі й білуваті, немає жодного сліду пучка білого волосся. Хвіст коротший за голову й тулуб і білий у кінцевій половині.

## Поведінка
Це наземний вид. Цілий день проводить у норах серед коріння дерев. Має специфічний запах. Харчується пагонами трави. Іноді він проривається на оброблені поля, щоб поласувати солодкою картоплею.